# 不死少女的謀殺鬧劇
《不死少女的謀殺鬧劇》（簡稱）是日本作家青崎有吾創作的小說系列，截至2023年7月，已出版4卷。封面插圖由大暮維人繪製。改編電視動畫由Lapin Track擔任動畫製作，於2023年7月至9月播映。

## 登場人物

### 鳥籠使者
輪堂鴉夜（聲：黑澤朋世）
本作女主角，外貌停留在14歲零三個月，自稱從平安時代開始便一直存活至今，以長達947年的不死者。專門調查怪物的偵探，具有極強的邏輯思維能力、長壽且知識淵博。有著紫水晶般的大眼睛和烏黑的長發，是一位青春年少卻魅力十足的絕世美少女。故事開始的半年前，因故被名半鬼人斬首，導致再生能力受影響，身體也因此丟失只剩一顆頭盧，所以通常被放在鳥籠裡，靠他人提著才能行動。起初找上津輕的目的是認為自己失去身體後，活著也沒什麼意思，因而希望津輕能利用鬼的力量殺死自己，作為交換條件會幫助津輕延緩鬼化的過程，進而活下去，但津輕卻拒絕了殺死自己的要求，轉而與自己踏上尋找身體的歐洲之旅。
真打津輕（聲：八代拓）
本作男主角，帶著鳥籠，半人半鬼的輕浮男子，故事初期靠半鬼人的特性當鬥技場人員謀生。在鴉夜找上自己後，懷疑將其斬首的主使者，與將自己變成半鬼人的是同一人，因而拒絕鴉夜殺死她的要求，轉而與其一同踏上尋找身體的歐洲之旅同時尊稱鴉夜為師傅。战斗能力非常高，他的力量甚至超过了被称为“怪物之王”的吸血鬼，有時會壓制試圖攻擊鴉夜的案件真兇。虽然只是鴉夜的助手，但推理能力卻不太好，不過记忆力十分優異，半年内学会了十种语言，为了阻止鬼的侵蚀，他定期摄取鸦夜的唾液以增强免疫力。
馳井靜句（聲：小市真琴）
為鴉夜服務的女僕。一個美麗的女人，有著黑色的齐肩短髮，是驰井家族最后的倖存者。对鸦夜非常忠诚，但对于津輕这个助手，经常用尖酸刻薄的话语冷淡的对待他。战斗能力很高，使用一把装有与枪管一样长的日本刀的特殊武装“绝景”，是一把由银板焊接而成的斯宾塞骑兵枪。至於推理能力上基本好於津輕，但在最核心的案件結果上仍不及鴉夜。

### 怪盜
亞森·羅蘋（聲：宮野真守）
法國的年輕怪盜，行事作風大膽。他頭腦聰慧、心思縝密、風流倜儻、家財萬貫，又劫富濟貧，因此窮人們予他「俠盜」、「怪盜羅蘋」、「怪盜紳士」等稱號，同時亦得到當時無數純情女子的仰慕。福爾摩斯形容他為“犯罪界的達芬奇”，日本動漫《魯邦三世》把他設定為魯邦三世的祖父—魯邦一世。
鑽石篇時曾陰錯陽差幫過鴉夜的女僕-靜句，最終在要得到鑽石時意外被鴉夜將了一軍，隨後因夜宴亂入，自知戰鬥力不如夜宴成員，果斷和魅影一起逃跑。
魅影（聲：下野紘）
被譽為“歌劇魅影”，真名是艾瑞克。36歲，來自伊朗，天生花白的頭髮和用面具擋住右臉，並在巴黎歌劇院生活了20年。是一位非凡的男高音歌手，掌握了利用空气和反射物来自如地操纵声音的技术。鑽石篇後與亞森·羅蘋一起行動。

### 夜宴
詹姆斯·莫里亞蒂（聲：橫島亘）
“夜宴”的老闆。一個有著爬行動物般凹陷的眼睛的老人。曾經策劃多起智力犯罪、主宰倫敦黑暗面的“犯罪界的拿破崙”。他曾是一名數學教授，自稱“教授” 。將津輕變成半人半鬼與奪取輪堂鴉夜身體的元兇。1891年被福爾摩斯擊敗後（最后一案），他掉入萊辛巴赫瀑布並失去了右腿但倖存下來。之後便前往亞洲，躲藏在大清帝國，卻與前來拜訪的傑克相遇，並導致他組建了一個新的犯罪組織“夜宴” 。
阿萊斯特·克勞利（聲：杉田智和）
自稱“魔法與命理學研究者”。一名被倫敦邪教組織驅逐並被警方通緝的年輕人，時常與卡蜜拉一同行動，與夜宴其他人相比之下為普通的人類，但可以使用危險性高的幻術來投入戰鬥。除了夜宴之外還是黃金黎明協會的成員。被稱為“倫敦最邪惡的人”。
卡蜜拉（聲：近藤玲奈）
330多歲的女性吸血鬼。一位美麗的年輕女子，拿著一把劍，撐著陽傘，時常與阿萊斯特·克勞利一同行動。能利用吸血的特性讓對方聽命於自己，因此對能抵抗自己的馳井靜句感到十分訝異，自此將靜句視為自己的對手之一。另外在50年前，他與輪堂鴉夜後來的委託人物-戈達勛爵之間曾有過不小的衝突。
維克多（聲：山本格）
人形機器人，根據維多·法蘭克斯坦博士的記錄，出生時，只有嬰兒的智力，但短時間內智力卻飛速增長。然而當他知道自己有可能被處置時，會擔心自己的存在並失去控制。全身由優秀的零件連接而成，因此具有半人半妖的身體能力，並且不會感到疼痛。它不在乎四肢的損傷程度，繼續戰鬥，但如果脖子折斷了，能不能活下來就不得而知了。
傑克（聲：齊藤壯馬）
1888年，年僅15歲的兇手在東區犯下了完美的罪行。他已經變成了半人半妖，頭髮染成了紅色。最大的武器是雙手刀刃，它的力量、速度和鋒利可以像利刀一樣輕鬆地切入人體。在身體能力上，他甚至超越了同樣是半人半妖的津輕，目前擔任莫里亞蒂的得力助手。鑽石篇中對津輕用計偷走他到手的鑽石感到不滿。

### 勞合社
雷諾·史汀哈德（聲：神尾晉一郎）
一個二十歲出頭、表情緊張的男人，有著一張乾淨斯堪的纳维亚血統的臉，膚色蒼白。有洁癖，似乎還精通太極拳的武術
(已死，全身粉碎性骨折)
法蒂瑪·達布爾達茲（聲：松本沙羅）
一個身材矮小、看上去膽怯但勤勞的女人，有著深色的皮膚。使用一把特製的弩進行戰鬥，可以射出雙臂上配備的八支金屬箭。最強大的是磨練過的聽覺，用弓代替槍進行狙擊並不會干擾聽力
(已死，慘遭分屍)

### 吸血鬼篇
戈達勛爵／尚·度舍·戈達（聲：木下浩之）
180多歲的吸血鬼。住在瓦格德福里城堡（Vag de Fory Castle），建在吉夫爾東部的森林深處。100多年前，他在吸血鬼之間的衝突中失去了父親，並逃往奧地利，在那裡他又被吸血鬼獵人奪去了母親和妹妹。在那裡和人類名門望族的女兒漢娜·戈達結婚，大約50年前，他與卡蜜拉的衝突中再次失去了整個家庭，並返回了法國。
克勞德・戈達（聲：野島裕史）
戈達夫婦的長子。
拉烏爾・戈達（聲：千葉翔也）
戈達夫婦的次子。
夏洛特・戈達（聲：土師亞文）
戈達夫婦最小的女兒。
阿爾弗雷特（聲：西澤遼）
為戈達勳爵服務20年的人類管家。
吉賽兒（聲：深田愛衣）
戈達勳爵故居的女僕。
馬魯克（聲：豐富滿）
馬車夫。

### 鑽石篇
夏洛克·福爾摩斯（聲：三木真一郎）
世界第一的偵探。一個捲髮的四十多歲的瘦高男人，住在貝克街221B號。拳術高手，也擅長柔道。在本篇被輪堂鴉夜視為推理方面的競爭對手，也跟亞森·羅蘋之間視對方為自己的宿敵。
約翰·H·華生（聲：相澤正輝）
醫生，福爾摩斯的搭檔。留著小鬍子。會使用軍事格鬥術。
菲萊斯·福克（聲：手塚秀彰）
1872年，40歲的他用80天的時間環遊世界。被稱為“鐵人”。他靠旅行發了財，在斯特蘭德開設了一家以環遊世界為主題的博物館。
帕斯巴德（聲：宇垣秀成）
福克的管家與他一起環遊世界。
雷斯垂德（聲：楠大典）
蘇格蘭場的警察。福爾摩斯的熟人。
葛尼瑪（聲：廣田行生）
在追捕怪盜羅蘋的警察。誤以為羅蘋的目標是“歌劇院裡最有價值的東西”，但當他發現羅蘋的目標是魅影時感到困惑。

### 人狼篇
諾拉（聲：內田真禮）
居住在狼人村莊沃爾芬赫雷，一個年紀十二、三歲的女孩，有著蜂蜜色的頭髮和綠色的眼睛。雖然她的身材嬌小，但給人一種成熟的印象。
薇拉（聲：花守由美里）
居住在狼人村莊沃爾芬赫雷，一個年紀十四、五歲左右，古銅色頭髮的少女。
卡雅（聲：中野彩麻）
一位優雅的黑髮女子。出生於波爾多地區的一個人類村莊，十歲時真實身份被發現，最終流落到狼人村莊沃爾芬赫雷。與諾拉和薇拉關係很好，經常一起工作。

### 其他角色
阿妮·凱爾貝爾（聲：鈴代紗弓）
巴黎報紙《時代報》的特派員。紅頭髮、臉上長著雀斑的嬌小女孩。

## 出版書籍

### 小說
| 卷數 | 講談社         | 講談社                 |
| 卷數 | 發售日期       | ISBN                   |
| ---- | -------------- | ---------------------- |
| 1    | 2015年12月17日 | ISBN 978-4-06-294009-2 |
| 2    | 2016年10月19日 | ISBN 978-4-06-294030-6 |
| 3    | 2021年4月15日  | ISBN 978-4-06-522368-0 |
| 4    | 2023年7月14日  | ISBN 978-4-06-532520-9 |

## 電視動畫

### 主題曲
片頭曲
作詞：Yu-ki Kokubo（小久保祐希）、YHEL，作曲：NA.ZU.NA、Eunsol（1008）、Yu-ki Kokubo，編曲：NA.ZU.NA、Eunsol（1008）
主唱：CLASS:y
片尾曲
作詞、作曲、主唱：Anna，編曲：中山明

### 各話列表
| 話數     | 日文標題 | 中文標題             | 劇本     | 分鏡       | 演出     | 作畫監督 | 首播日期      |
| -------- | -------- | -------------------- | -------- | ---------- | -------- | --- | ------------- |
| 第一話   |          | 妖鬼殺手             | 高木登   | 畠山守     | 小池裕樹 | 伊藤憲子、小園菜穗、、迫江沙羅 | 2023年 7月5日 |
| 第二話   |          | 吸血鬼               | 高木登   | 畠山守     |          | 黑灰祐誓、池津壽惠、鎌田均 | 7月12日       |
| 第三話   |          | 不死者與鬼           | 高木登   | 川畑喬     |          | 久保山誠士、藤崎真吾、迫江沙羅、鎌田均 | 7月19日       |
| 第四話   |          | 真打登場             | 高木登   | 古賀五十六 | 石川獎士 | 藤崎真吾、池津壽惠、吉岡勝、 黑灰祐誓、關口紫織 | 7月26日       |
| 第五話   |          | 倫敦的不死者         | 小中千昭 | 畠山守     | 木村佳嗣 | 河村明夫、鐮田均、池津壽惠、 吉岡勝、關口紫織 | 8月2日        |
| 第六話   |          | 怪盜與偵探           | 小中千昭 | 小原正和   | 小原正和 | 阿部千秋、迫江沙羅、河村明夫、鈴木夕陽、 吉岡勝、北村晉哉、柳瀨讓二、關口紫織 | 8月9日        |
| 第七話   |          | 混戰遊戲             | 小中千昭 | 畠山守     | 金子伸吾 | 阿部千秋、塚本步、柳瀨讓二、迫江沙羅、 池津壽惠、吉岡勝、河村明夫、鈴木夕陽 | 8月16日       |
| 第八話   |          | 晚宴                 | 小中千昭 | 武內宣之   |          | 阿部千秋、具志堅真由、高橋道子、池津壽惠、 河村明夫、關口紫織、、小園菜穗 | 8月23日       |
| 第九話   |          | 人狼                 | 高木登   | 寺東克己   | 石川獎士 | 阿部千秋、塚本步、瀧吾郎、池津壽惠、 久松沙紀、柳瀨讓二、渡邊亞彩美、 渡邊優奈、足立明日美 | 8月30日       |
| 第十話   |          | 被迷霧籠罩的窪地     | 高木登   | 川畑喬     | 木村佳嗣 | 小園菜穗、中智明日香、迫江沙羅、河村明夫、 吉岡勝、能條理行、高原修司、 鈴木夕陽、柴田優 | 9月6日        |
| 第十一話 |          | 狼的住所             | 高木登   | 三浦唯     | 平向智子 | 河村明夫、柳瀨讓二、鈴木夕陽、柴田優、 塚本步、池津壽惠、阿部千秋、瀧吾郎、 石川獎士、吉永剛、香田知樹、小園菜穗、 葛歡、周婧、仲金、居朝剛、 | 9月13日       |
| 第十二話 |          | 事態的走向發生了改變 | 高木登   | 畠山守     |          | 石川獎士、鈴木夕陽、柴田優、、 古保里祐子、赤津加織、、池津壽惠、 阿部千秋、香田知樹、古德真美、迫江沙羅、 吉岡勝、河村明夫、高橋道子、柳瀨讓二、 塚本步、瀧吾郎、久松沙紀、                                                                               | 9月20日       |
| 第十三話 |          | 犯人的名字           | 高木登   | 畠山守     | 小池裕樹 | 能條理行、井口陽路、迫江沙羅、河村明夫、 金甫旻、柴田優、中智明日香、高原修司、 石川獎士、塚本步、川上暢彥、鈴木夕陽、 池津壽惠、瀧吾郎、柳瀨讓二、香田知樹、 富樫彩奈、永井裡奈、藤崎真吾、古德真美、 吉岡勝、渡邊亞彩美、佐佐木睦美、 近藤律子、桐山染利 | 9月27日       |

### 播映平台
| 播映地區                           | 播映平台                           | 播映日期              | 播映時間              | 備註  |
| ---------------------------------- | ---------------------------------- | --------------------- | --------------------- | ----- |
| 臺灣                               | 巴哈姆特動畫瘋                     | 2023年7月6日－9月28日 | 星期四 01:25（UTC+8） |       |
| 臺灣                               | 中華電信MOD                        | 2023年7月6日－9月28日 | 星期四 01:25（UTC+8） |       |
| 香港、澳門、臺灣、馬來西亞、新加坡 | Ani-One中文官方動畫頻道（YouTube） | 2023年7月6日－9月28日 | 星期四 01:25（UTC+8） | [ 9 ] |

### BD / DVD
| 卷數 | 發售日期       | 收錄話數 | 規格編號  | 規格編號  |
| 卷數 | 發售日期       | 收錄話數 | BD        | DVD       |
| ---- | -------------- | -------- | --------- | --------- |
| BOX  | 2023年11月24日 |          | KWXA-2964 | KWBA-2965 |

## 外部連結
- 電視動畫官方網站（日語）
- 電視動畫的X（前Twitter）（日語）